# 楊明燊
楊明燊（1973年10月28日—），是一位臺裔美籍演員、製片人。他最為人知的角色是在《檀島警騎2.0》中飾演的方查理。

## 傳記

### 早年生活
楊明燊1973年10月28日出生於美國俄亥俄州哥倫布，他的父母是台灣移民。會說中文（普通話）。他在加州大學柏克萊分校就讀，主修生物學和戲劇藝術。楊明燊夫人為張娜汀（Nadine Truong），出身自德國。

## 外部連結
- 楊明燊在互联网电影资料库（IMDb）上的資料（英文）